# DRAP1
DRAP1‏ (DR1 associated protein 1) هوَ بروتين يُشَفر بواسطة جين DRAP1 في الإنسان.